# دنی آیالون
دنی آیالون (به عبری: דני אילון) دیپلمات ارشد اسرائیلی و نماینده ۱۸امین دوره کنست از حزب اسرائیل خانه ما است.
وی مدرک کارشناسی خود را در رشته اقتصاد از دانشگاه تل‌آویو و مدرک کارشناسی ارشد خود را از دانشگاه ایالتی بولینگ گرین در ایالات متحده آمریکا کسب کرد.
وی از سال ۲۰۰۲ تا ۲۰۰۶ میلادی، سفیر اسرائیل در ایالات متحده آمریکا بود.

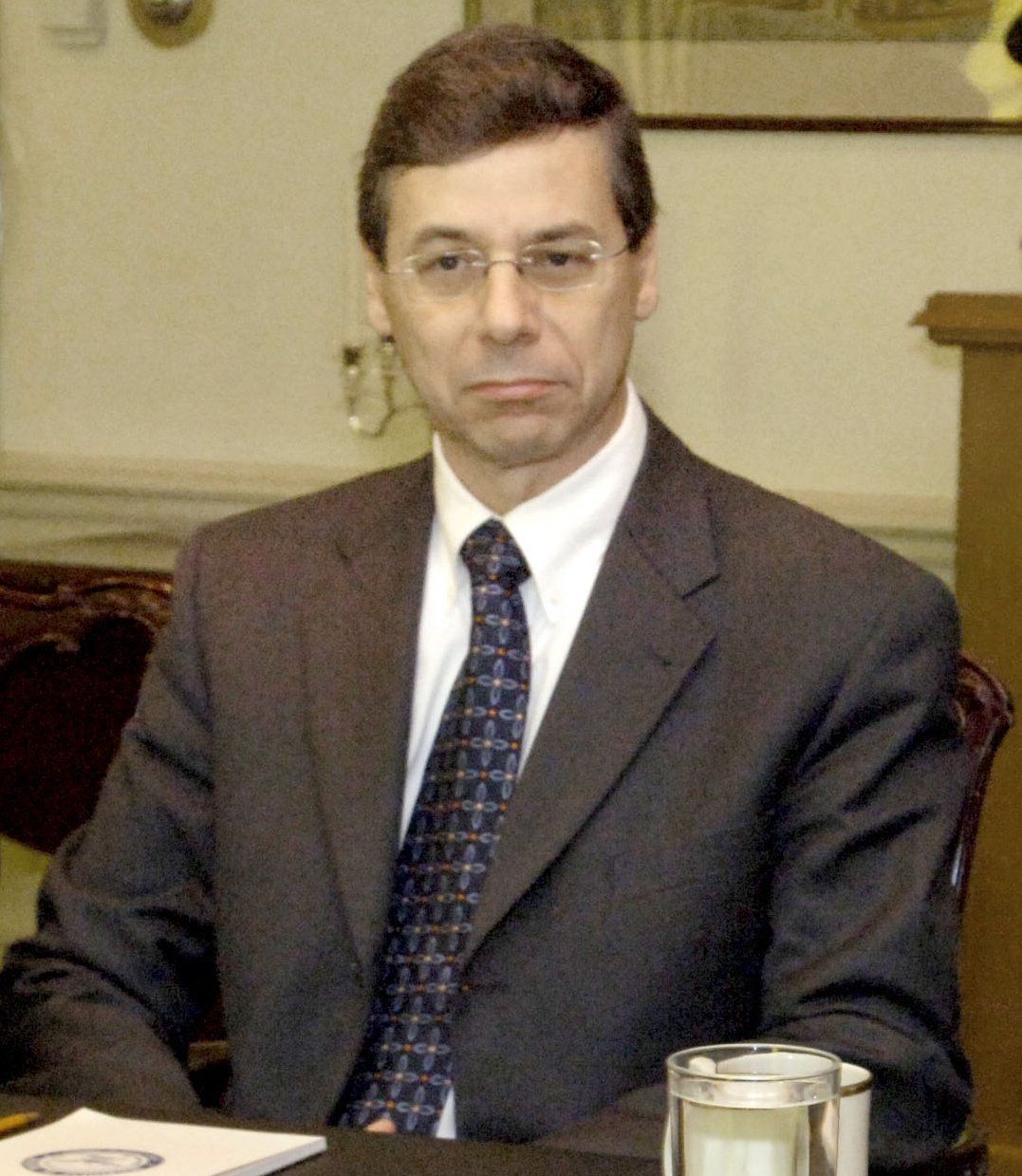

## همچنین ببینید
- آمی آیالون